# Arthur Smith-Barry
Arthur Hugh Smith-Barry (17 janvier 1843-22 février 1925), est un homme politique conservateur anglo-irlandais.

## Jeunesse et formation
Smith-Barry est le fils de James Hugh Smith Barry, de Marbury, Cheshire et Fota Island, comté de Cork, et de son épouse Eliza, fille de Shallcross Jacson. Son grand-père paternel John Smith Barry est le fils illégitime de James Hugh Smith Barry, fils de l'hon. John Smith Barry, fils cadet du Lieutenant général le 4e comte de Barrymore (un titre qui a disparu en 1823). Il fait ses études au Collège d'Eton et Christ Church, à Oxford.

## Carrière politique
Smith-Barry entre au Parlement comme l'un des deux représentants du comté de Cork en 1867, siège qu'il occupe jusqu'en 1874. Smith-Barry reste à l'extérieur de la Chambre des communes pendant les douze années suivantes, mais il est réélu en 1886 pour Huntingdon et représente cette circonscription jusqu'en 1900. Il est également haut shérif du comté de Cork en 1886 et est chargé par Arthur Balfour d'organiser la résistance des propriétaires au mouvement du plan de campagne des locataires de la fin des années 1880. Il est admis au Conseil privé d'Irlande en 1896. Dans la liste des honneurs de couronnement de 1902 il est créé pair  et le titre de Barrymore détenu par ses ancêtres est partiellement relancé quand il est élevé à la pairie comme baron Barrymore, de Barrymore dans le comté de Cork, le 24 juillet 1902. Il prend son siège à la Chambre des lords quelques jours plus tard .
Smith-Barry joue deux matchs de cricket de première classe pour le Marylebone Cricket Club, jouant une fois en 1873 et une fois en 1875 .

## Famille
Lord Barrymore épouse Lady Mary Frances, fille d'Edwin Wyndham-Quin (3e comte de Dunraven et Mount-Earl), en 1868. Ils ont :
- Geraldine Smith-Barry, née le 9 juin 1869 au 26 Chesham Place à Londres, décédée le 23 décembre 1957
- James Hugh Smith-Barry, né le 22 octobre 1870 sur l'île de Fota, décédé le 18 mai 1871

Après la mort de sa femme le 11 septembre 1884 (à Bex, Suisse), il se remarie à Elizabeth, fille du général américain James Samuel Wadsworth et veuve d'Arthur Post, le 28 février 1889. Ils ont un enfant ensemble:
- Dorothy Elizabeth Smith-Barry, née le 14 avril 1894, décédée le 16 janvier 1975

Lord Barrymore est décédé à Londres en février 1925, âgé de 82 ans, et est incinéré au Golders Green Crematorium . Son fils unique, James, est mort en bas âge en 1871 et, par conséquent, la baronnie s'éteint à la mort de Barrymore. Lady Barrymore est décédée le 9 mai 1930 à Londres. À la mort d'Arthur Hugh Smith Barry en 1925, le domaine passe à son frère, James Hugh Smith Barry. À sa mort, il passe au fils de James Hugh, Robert Raymond Smith-Barry. En 1939, le domaine de Fota Island et les loyers fonciers des régions sont acquis par la fille d'Arthur Hugh (de son cousin), l'hon. Madame. Dorothy Bell, pour la somme de 31 000 £. À sa mort, en 1975, il passe à sa fille, Rosemary Villiers et Fota House est maintenant la propriété de l'Irish Heritage Trust.